# Vadonia parnassensis
Vadonia parnassensis là một loài bọ cánh cứng trong họ Cerambycidae.